# As-Saffah
As-Saffah, arab. السفّاح, pełne imię: Abu al-Abbas Abd Allah Ibn Muhammad Ibn Ali Ibn Abd Allah Ibn Al-Abbas Ibn Abd al-Muttalib Ibn Haszim as-Saffah (ur. ?, zm. w czerwcu 754 w Al-Anbar) – pierwszy kalif z dynastii Abbasydów, panujący w latach 749 - 754.

## Życiorys
As-Saffah był synem Muhammada Ibn Alego, prawnuka Abbasa, wuja Mahometa, oraz Rajty Bint Ubajd Allah al-Harisi. Matka Abu al-Abbasa nie cieszyła się zbyt pochlebną opinią, czego „źródłem była rekordowa, jak na kobietę przynależącą do muzułmańskiej arystokracji arabskiej, liczba rozwodów i małżeństw”.
Początkowo przyszły kalif nie odgrywał istotnej roli w ruchu abbasydzkim, któremu przewodził jego starszy brat, Ibrahim. Jednak przewidując możliwość własnej śmierci Ibrahim wyznaczył Abu al-Abbasa swoim potencjalnym następcą. Tym samym, kiedy Ibrahim zginął w roku 749 z rąk Umajjadów Abu al-Abbas stał się najpoważniejszym kandydatem do tytułu kalifa po obaleniu zabójców swojego brata. W tym czasie Abu al-Abbas wraz z innymi członkami rodu Abbasydów ukrywał się w Kufie, niedawno zajętej przez wojska antyumajjadzkich powstańców. W obliczu śmierci Ibrahima Abu Salama al-Challal, najpotężniejszy obecnie obok Abu Muslima przywódca ruchu Haszymickiego, miał wysłać listy z propozycją objęcia władzy do trzech Alidów – Dżafara as-Sadika, Umara Ibn Alego i Abd Allaha Ibn al-Hasana. Dżafar as-Sadik jednak odmówił oraz przekonał do podjęcia takiej samej decyzji Abd Allaha Ibn al-Hasana, zaś Umara Ibn Alego posłaniec nie zastał w domu. Abu Salama mimo to nadal nie był pewny, którego z ukrywanych przez siebie Abbasydów poprzeć. Wkrótce oddziały powstańców przebywające w Kufie dowiedziały się o tym, że Abu al-Abbas ukrywa się u Abu Salamy, i spontanicznie zaczęły przybywać do jego kwatery oraz składać mu przysięgę na wierność. Działo się to 28 listopada 749 roku i jeszcze tego samego dnia Abu al-Abbas został proklamowany kalifem w wielkim meczecie w Kufie, wygłaszając przy tej okazji słynną mowę, w której przypisał wywyższenie Abbasydów samemu Bogu.
To w tej mowie Abu al-Abbas użył w stosunku do siebie określenia „As-Saffah”, pod którym przeszedł do historii. „As-Saffah” oznacza dosłownie „rozlewający krew”, chodzi tutaj jednak o krew zwierząt przeznaczonych na ucztę, tak że epitet ten należy rozumieć jako „hojny, szczodry”. Przydomek „As-Saffah” wiązano wówczas z osobą mahdiego, „słusznie prowadzonego [przez Boga]”, władcy który miał przywrócić pokój i sprawiedliwość.
Pomimo proalidzkich sympatii Abu Salamy As-Saffah „był nadal chętny, lub prawdopodobnie zobligowany, do pozostawienia go jako wezyra”, którym to tytułem, rozumianym w jego pierwotnym, koranicznym sensie osobistego doradcy i powiernika władcy, dowódca Haszymitów posługiwał się już wcześniej. W momencie objęcia władzy przez As-Saffaha Umajjadzi wcale jeszcze nie byli pokonani. Dopiero w drugiej połowie stycznia 750 roku wojska Abbasydów, dowodzone przez wuja As-Saffaha, Abd Allaha Ibn Alego, pokonały armię ostatniego kalifa z dynastii Umajjadów, Marwana (744–750), w Bitwie nad Wielkim Zabem. Po tej klęsce Umajjadów zajęto niemal bez oporu Syrię, gdzie Marwan nie cieszył się popularnością. Marwan uciekł do Egiptu, gdzie ostatecznie został zabity 5 sierpnia 750 roku. Po śmierci Marwana główna kampania mogła być uznana za zakończoną. Odosobniony opór Ibn Hubajry w Wasicie został szybko złamany za pomocą przekupstwa, zaś rewolty, które wybuchły w Syrii i Iraku, krwawo stłumiono. Przystąpiono teraz do krwawej rzezi wszystkich bez wyjątku członków rodu Umajjadów. Chęć zemsty była tak wielka, że dopuszczono się nawet profanacji grobów kalifów z tej dynastii, burząc je, oraz wykopując i bezczeszcząc prochy zmarłych. Oszczędzono jedynie grób Mu'awiji I (661 - 680) i słynącego z pobożności Umara II (717 - 720). Z rzezi uratował się jednak wnuk kalifa Hiszama (724–743), Abd ar-Rahman, który po pięcioletniej wędrówce założył w Al-Andalus niezależny od Abbasydów Emirat kordobański.
Mimo pokonania Umajjadów władza nowego kalifa była słaba. Abbasydom nie udało się opanować całego terytorium kalifatu. Jak pisał P.K. Hitti „Hiszpania i północna Afryka, Uman, Sind, a nawet Chorasan nie uznały całkowicie nowego kalifa. Uznanie Egiptu było raczej nominalne niż rzeczywiste”. Pozycji kalifa zagrażali także potężni Abu Salama i Abu Muslim, oraz Alidzi, którzy czuli się pozbawieni owoców zwycięstwa rewolty, w której wzięli udział. As-Saffah najpierw przystąpił do rozprawy z Abu Salamą, przy czym poprzez swojego brata Abu Dżafara przed przystąpieniem do działania wybadał stanowisko Abu Muslima. Abu Muslim nie tylko nie czynił przeszkód, ale sam przysłał najemnego mordercę, który zabił wezyra Abbasydów w lutym 750 roku. Zbrodnię tę przypisano następnie charydżytom.
Najpoważniejszym zagrożeniem dla władzy Abbasydów stał się teraz sam Abu Muslim, który jako namiestnik Chorasanu faktycznie rządził wschodnią częścią imperium jak niemal niezależny władca. W roku 751 stłumił on szyickie powstanie, jakie wybuchło w Bucharze pod wodzą Szarika Ibn Szajcha al-Mahriego, zaś wkrótce potem jego dowódca, Zijad Ibn Salih, wspólnie z Karłukami pokonał siły chińskiego generała w bitwie nad rzeką Tałas, przy czym „epizod ten na całe wieki wyznaczył granice między światem chińskim a muzułmańskim”. W roku 753 Zijad Ibn Salih, zachęcany do tego przez As-Saffaha, zbuntował się przeciwko Abu Muslimowi, kiedy jednak doszło do starcia żołnierze tego pierwszego przeszli na stronę namiestnika Chorasanu. Zijad zginął, zaś Abu Muslim ze zdobytych dokumentów dowiedział się o wrogich zamiarach Abbasydów w stosunku do niego.
Problem Abu Muslima nie został rozwiązany za życia As-Saffaha, który zmarł w czerwcu 754 roku w Al-Anbarze, w założonej przez siebie rezydencji Al-Haszimijja, dokąd przeniósł swoją stolicę z proalidzkiej Kufy. W chwili śmierci, której bezpośrednią przyczyną według źródeł była ospa, chorowity kalif miał mieć około trzydziestu lat. Trudno wyrobić sobie zdanie na temat osobowości As-Saffaha, ponieważ nie wiemy, na ile sprawował on osobistą kontrolę nad wydarzeniami swojego panowania, a na ile rzeczywiste decyzje podejmowali inni przywódcy antyumajjadzkiej rewolty. W trakcie jego rządów drugą osobą w państwie był jego brat, Abu Dżafar, którego przed śmiercią As-Saffah wyznaczył na swojego bezpośredniego następcę, poza tym decydując że po nim tron obejmie Isa Ibn Musa, bratanek obu braci.